# ゲハジ

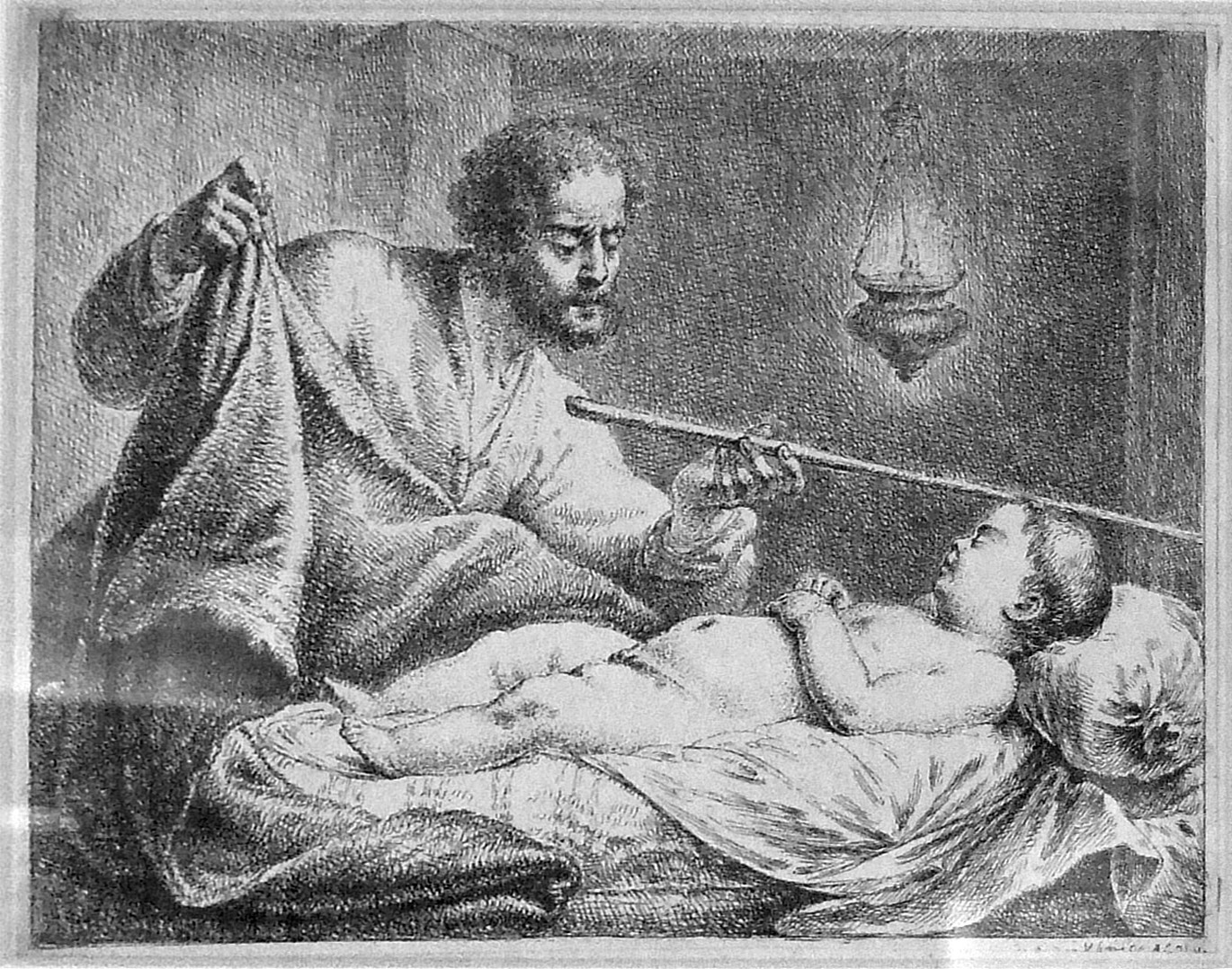
ゲハジ

ゲハジ（ヘブライ語：גיחזי）は、旧約聖書の登場人物で、預言者エリシャの従者とされている。彼にまつわる逸話は『列王記下』に記されている。

## ゲハジとシュネムの婦人
列王記下4章。
シュネムの婦人はエリシャをたびたび々家に招いては家族でもてなしていた。そんな彼女に何をもって報いるべきかとエリシャが思案していたところ、ゲハジは彼女が不妊であることを彼に告げた。そこでエリシャは彼女に、1年後に息子が産まれると預言した。そして、その通りになった。
ところが、その子供は数年後にクモ膜下出血で息を引き取った。婦人はすぐさまエリシャのもとに参じて足元にすがりついたが、それを見たゲハジは歩み寄って彼女を突いた。エリシャは子供を生き返らせるためにゲハジに命じ、杖を持たせて婦人の家へと送り出した。ゲハジは到着すると子供の上に杖を置いたのだが、子供が目覚める気配はなかった。そこに遅れて到着したエリシャが現れ、無事に子供を生還させる。

## ゲハジとナアマン
列王記下5章。
エリシャによって皮膚病が癒されたアラムの軍司令官ナアマンは彼に贈り物の提供を申し出たが、丁重に断られたために帰路に就いた。するとゲハジが駆けつけ、エリシャの名を騙って2着の衣服と銀1キカル（約35kg）を要求する。彼は要求した衣服と2倍の銀と手に入れると家に隠したものの、エリシャにはお見通しであった。エリシャの呪いによってナアマンと同じ皮膚病を患った彼はいずこへと去っていった。

## その後のゲハジ
列王記下8章。
エリシャは、7年間の飢饉がイスラエルを襲うことをシュネムの婦人に伝え、家族と共に別の場所に避難するよう勧めた。そこで彼女と家族はペリシテ人の地に逃れていたが、7年後に帰国してみると、家や畑が他人の手に渡っていた。そこで、王にそのことを訴えて自分たちの権利を保障してもらおうと王宮に向かった。ちょうどその時、王はゲハジにエリシャの業績を語らせていたが、ゲハジがシュネムの婦人の息子を生き返らせた話をしたときに彼女たちが到着したため、ゲハジは「王様、これがその女です。そしてこれが、エリシャが生き返らせた子どもです」と王に告げた。そのため、王は彼ら一家の権利を保障する通達をした。

## 聖書外文献でのゲハジ

### ミドラーシュ
- ゲハジは従者として勤めていた期間、エリシャの有能な弟子たちに悪影響を与えていたとされ、弟子たちはゲハジの癇癪を恐れてエリシャに近付くことをためらっていたという。それゆえ、ゲハジが職を解かれたとたん、弟子の数が増えたとされている。
- ゲハジはシュネムの婦人がエリシャにすがりついたとき、彼女を「突いた」と記されているのだが、この行為は具体的に「婦人の胸を突いた」と解釈されている。なお、この箇所は新共同訳では「引き離そうとした」と訳されている。
- ゲハジはシュネムの婦人の家に向かう途中、道端にあった動物の死骸の上にエリシャから託された杖を試しに載せてみたという。するとその動物は生き返ったのだが、この行為は途中で足を止めてはならないとするエリシャの命令に背いたことになり、それがために彼は肝心の子供を生き返らせられなかったと述べている。
- ハザルによれば、『列王記下』の7章でサマリアの城門にいた四人の皮膚病患者はゲハジと彼の子供たちであったとしている。彼らはアラム軍の撤退を伝える重要な役割を果たすのだが、この行為からハザルはゲハジのことを、道を踏み外しながらも賢明な弟子であったと評価している。
- 『列王記下』の8章には、イスラエルの王（ヨラムと思われる）[独自研究?]にエリシャの業績を聞かせるゲハジが登場している。その場面で彼はエリシャの名前を呼び捨てにしているのだが、ハザルはこの行為を無礼千万と断じている。

### ゲマラー
- 『バビロニアン・タルムード』では、エリシャはゲハジを解任した後、再び彼を登用すべくダマスコにまで赴いたのだが、成功裏には終わらなかったと述べている。
- ゲハジは来世での分け前を約束されていない数少ない人物のひとりとされている。それは彼の犯した罪の大きさゆえである。

## その他
- シュネムの婦人とのやり取りから、ゲハジがエリシャの通訳を務めていたことが窺える。[独自研究?]